# Pascha (Titel)

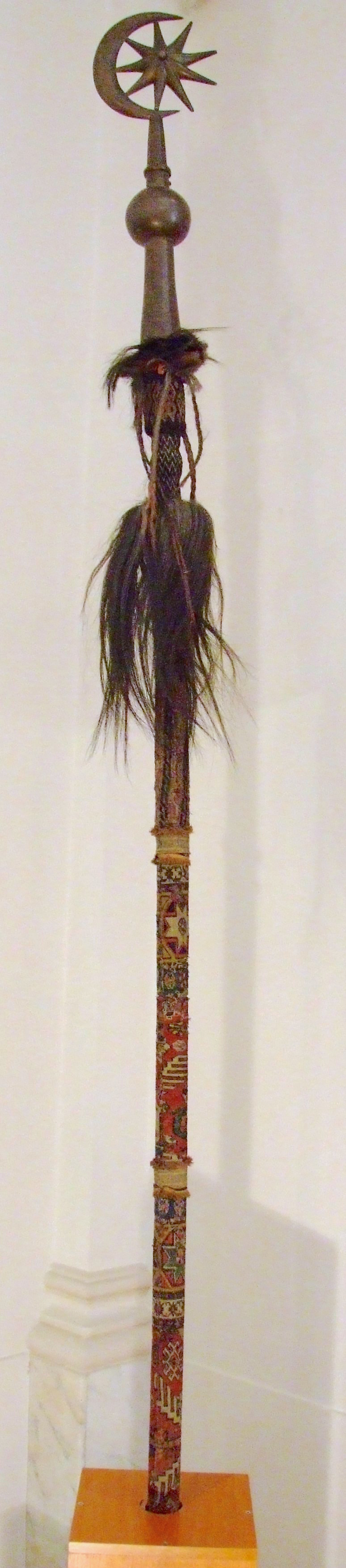
Rossschweif als Rangabzeichen

Pascha (osmanisch پاشا paşa; albanisch pashë; bulgarisch, serbokroatisch паша paša; italienisch bassa oder pascià) war im Osmanischen Reich seit dem 15. Jahrhundert und im osmanischen Vizekönigreich Ägypten und dessen Nachfolgestaaten der Titel der höchsten Zivilbeamten und Militärs (vgl. z. B. Kapudan Pascha). Der Titel Pascha wurde dem Namen nachgestellt.
Bis 1867 erhielt der Statthalter einer osmanischen Großprovinz (Eyâlet) den Titel des Paschas verliehen. Ihm unterstanden mehrere Beys als Gouverneure der Unterprovinzen (Beylik, Sandschak).
Als Rangabzeichen wurden den Paschas zwei bis drei Rossschweife (tuğ) vorangetragen; dieser altertümliche Brauch wurde von Sultan Mahmud II. (1808–1839) abgeschafft. In etwa gleichrangig waren die Aghas der Janitscharen (zwei bis drei Rossschweife). Vorgesetzte Titel waren Großwesir (fünf Rossschweife) und Wesir (drei Rossschweife), nachgeordnet waren Bey (ein Rossschweif), niedere Aghas und Efendi.
Im Zusammenhang mit der türkisch-deutschen Militärkooperation im 19. und 20. Jahrhundert erhielten auch einige Deutsche den Titel. Bekannte Beispiele dafür sind der Offizier Colmar Freiherr von der Goltz Pascha (1843–1916) und der Eisenbahningenieur Heinrich August Meißner (1862–1940). Im 19. Jahrhundert wurden im Osmanischen Reich auch mehrere Europäer eingesetzt, um die Verwaltung in besetzten Gebieten zu organisieren und dem Sklavenhandel im Sudan ein Ende zu bereiten. Einige von ihnen erlangten ebenfalls den Rang eines Paschas, wie Eduard Schnitzer (Emin Pascha), Charles George Gordon (Gordon Pascha) und Rudolf Slatin (Slatin Pascha).
In der Türkei wurde der Titel 1934, in Ägypten 1953 abgeschafft.

## Etymologie
Das deutsche Wort Pascha geht auf das türkische paşa zurück. Für dieses gibt es verschiedene etymologische Herleitungen. Da es in frühen europäischen Quellen häufig mit b im Anlaut wiedergegeben wird, liegt eine Rückführung auf das türkische başağa („Hauptherr“, aus baş ‘Kopf, Haupt-, oberster’ + ağa ‘Herr’) nahe. Daneben findet sich aber auch die Herleitung des Wortes von mittelpersisch pati ‘Herr’ + šāh ‘Herrscher’ (vgl. persisch pād(i)šāh ‘Fürst, König’ / türkisch padişah ‘Sultan’). Der Sohn eines Paschas hieß auf Türkisch paşazâde, vom persischen زاده zāde ‘Nachkomme, Kind, Sohn’.

## Titelträger
- Abdülkerim Pascha († 1923), osmanischer General
- Abdülkerim Nadir Pascha (1807–1883), osmanischer Marschall
- Abdurrahman Abdi Pascha († 1686), osmanischer Militärbefehlshaber und Würdenträger
- Ahmed Arifi Pascha (1830–1895), türkischer Staatsmann
- Ahmed Cevdet Pascha (1822–1895), osmanischer Staatsmann, Historiker und Rechtsgelehrter
- Ahmed Muhtar Pascha (1839–1919), osmanischer General
- Ahmed Tevfik Pascha (1845–1936), letzter osmanischer Großwesir
- Ahmed Urabi Pascha (1841–1911), ägyptischer Offizier und Führer der Urabi-Bewegung
- Ali Pascha (Admiral) († 1571), Oberbefehlshaber der osmanischen Flotte
- Ali Pascha von Silistra († 1690)
- Ali Pascha von Temesvár († 1664)
- Ali I. al-Husain (Ali Pascha von Tunesien; † 1756), Sultan von Tunis
- Ali Pascha Scherif (1834–1897), ägyptischer Regierungsbeamter und Züchter arabischer Pferde
- Ali Maher Pascha (1882–1960), ägyptischer Politiker, Ministerpräsident von Ägypten
- Ali Rıza Pascha (1860–1932), osmanischer Staatsmann, Großwesir
- Baltaji Mehmed Pascha (1662–1712), osmanischer Großwesir
- Benderli Ali Pascha (1770–1821), türkischer Großwesir des Osmanischen Reiches
- Benderli Mehmed Selim Sırrı Pascha (1771–1831), Großwesir von 1824 bis 1828 unter Sultan Mahmut II.
- Çandarlı Ali Pascha, osmanischer Großwesir 1387 bis 1406
- Cemal Pascha (1872–1922), osmanischer General und Politiker und führender Jungtürke
- Charles George Gordon (Gordon Pascha; 1833–1885), britischer Generalmajor und Generalgouverneur des osmanisch-ägyptischen Sudans
- Cigalazade Yusuf Sinan Pascha (1545–1605), osmanischer Beamter, General und Admiral
- Damad Ferid Pascha (1853–1923), osmanischer Staatsmann und Großwesir
- Damat İbrahim Pascha (vor 1575–1601), dreimaliger Großwesir unter Sultan Murad III.
- Emin Pascha (1840–1892), deutscher Afrikaforscher
- Enver Pascha (1881–1922), osmanischer Kriegsminister und führender Jungtürke
- Essad Pascha Toptani (1863–1920), osmanischer Militär und albanischer Politiker
- Hadim Ali Pascha († 1511), Großwesir des Osmanischen Reiches
- Hafız Hakkı Pascha (1879–1915), osmanischer General
- Hasan İzzet Pascha (1871–1931), osmanischer General
- Hasan Rami Pascha (1842–1923), osmanischer Militär
- Hulusi Salih Pascha (1864–1939), osmanischer Staatsmann, Großwesir und Diplomat
- Hüseyin Avni Pascha (1819–1876), osmanischer General, Staatsmann und Großwesir
- Hüseyin Hilmi Pascha (1855–1922), osmanischer Großwesir
- Ibrahim Derwisch Pascha († 1896), General der osmanischen Armee
- İbrahim Edhem Pascha (1818–1893), Großwesir unter Sultan Abdülhamid II.
- İbrahim Hakkı Pascha (1863–1918), Großwesir unter Sultan Mehmed V.
- Ibrahim Pascha al Wali (1789–1848), ägyptischer General
- Ismail Pascha (1830–1895), osmanischer Vizekönig von Ägypten
- Ismail Sabri Pascha (1854–1923), ägyptischer Dichter und Staatsmann
- Kara Mustafa Pascha (1634/35–1683), osmanischer Großwesir und Oberbefehlshaber bei der Zweiten Belagerung Wiens
- Karadja Pascha (1835–1894), osmanischer Militär und Diplomat
- Kılıç Ali Pascha (1519–1587), Korsar und Admiral des osmanischen Sultans Selim II.
- Koca Sinan Pascha (1512–1596), osmanischer Feldherr und Staatsmann albanischer Herkunft
- Köprülü Fâzıl Ahmed Pascha (1635–1676), osmanischer Großwesir
- Köprülü Mehmed Pascha (um 1580–1661), osmanischer Großwesir
- Lale Kara Mustafa Pascha (um 1500–1580), osmanischer General und Großwesir
- Mahmud an-Nukraschi Pascha (1888–1948), ägyptischer Premierminister
- Mahmud Pascha († 1474), osmanischer Großwesir unter Mehmed II.
- Mahmud Fachri Pascha (1884–1955), ägyptischer Politiker
- Mahmud Hamdi Pascha (1828–1885), türkischer Pascha
- Mahmud Şevket Pascha (1856–1913), osmanischer Militär, Politiker und Großwesir
- Mahmud Kâmil Pascha (1880–1922), osmanischer General
- Makbul Ibrahim Pascha (um 1493–1536), osmanischer Großwesir unter Süleyman dem Prächtigen
- Marko Pascha (Marko Apostolidis; † 1888), osmanischer Arzt und der erste Präsident des Türkischen Roten Halbmonds
- Max Schlee Pascha, (1866–nach 1932), preußischer Generalfeldmarschall und Militärhistoriker, siehe Max Schlee
- Mehmed Ali Pascha (Ludwig Karl Friedrich Detroit; 1827–1878), osmanischer Feldherr deutscher Herkunft
- Mehmed Emin Ali Pascha (1815–1871), türkischer Staatsmann
- Mehmed Fuad Pascha (1815–1869), osmanischer Staatsmann
- Mehmed Namık Pascha (1804–1892), osmanischer Diplomat, Offizier und Politiker
- Mehmed Said Pascha (1838–1914), osmanischer Großwesir
- Mehmet Şerif Pascha (1865–1951), osmanischer Politiker
- Midhat Pascha (1822–1884), osmanischer Großwesir und Reformer
- Muhammad Ali Pascha (1769–1848), Statthalter und Vizekönig in Ägypten
- Muhammad Scharif Pascha (1826–1887), ägyptischer Politiker
- Mustafa Fahmi Pascha (1840–1914), ägyptischer Politiker
- Mustafa Reşid Pascha (1800–1858), osmanischer Staatsmann und Diplomat
- Mustafa Kemal Pascha [Atatürk], (1881–1938), erster Präsident der Republik Türkei
- Mustafa Zihni Pascha (1838–1912), osmanischer Beamter
- Nazım Pascha († 1913), osmanischer General
- Nevşehirli Damat İbrahim Pascha (um 1662–1730), Großwesir unter Sultan Ahmed III.
- Nubar Pascha (1825–1899), ägyptischer Politiker, erster Premierminister Ägyptens
- Nureddin Pascha (1873–1932), osmanisch-türkischer Politiker und Offizier
- Nuri Pascha (1889–1949), osmanischer General, Bruder von Enver Pascha
- Omer Pascha Latas (1806–1871), osmanischer General serbischer Herkunft
- Osman Pascha (Marschall), Marschall des Sultans Abdülhamid II.
- Osman Pascha (Patrona) (1792–1860), osmanischer Marineoffizier
- Osman Pascha (Mirliva) (1858–1890), osmanischer Marineoffizier
- Piyale Pascha († 1578), osmanischer Admiral und Wesir
- Riyad Pascha († 1911), ägyptischer Staatsmann
- Rum Mehmed Pascha († um 1470), osmanischer Großwesir
- Rüstem Pascha (um 1500–1561), osmanischer Großwesir und Schwiegersohn Süleymans des Prächtigen
- Saad Zaghlul Pascha (1859–1927), ägyptischer Politiker, siehe Saad Zaghlul
- Said Halim Pascha (1864–1921), osmanischer Großwesir
- Sinan Pascha (Admiral) († 1553), osmanischer Großadmiral
- Süleiman Pascha (1838–1892), osmanischer Offizier
- Sokollu Mehmed Pascha (um 1505–1579), osmanischer Großwesir
- Soliman Pascha (1788–1860), französisch-ägyptischer Offizier
- Talât Pascha (1874–1921), osmanischer Innenminister und Großwesir und Führer der Jungtürken
- Tepedelenli Ali Pascha (1741–1822), Herrscher im türkischen Albanien und Griechenland
- al-Zubayr Rahma (Zobeir Pascha; 1830–1913), sudanesischer Sklavenhändler und militärischer Führer